# Macropholidus
Genre
Macropholidus est un genre de sauriens de la famille des Gymnophthalmidae.

## Répartition
Les quatre espèces de ce genre se rencontrent au Pérou et en Équateur.

## Description
Ce sont des sauriens diurnes et ovipares, ils sont assez petit avec des pattes petites voire atrophiées.

## Liste des espèces
Selon The Reptile Database (6 janvier 2016) :
- Macropholidus annectens Parker, 1930
- Macropholidus ataktolepis Cadle & Chuna, 1995
- Macropholidus huancabambae (Reeder, 1996)
- Macropholidus ruthveni Noble, 1921

## Publication originale
- Noble, 1921 : Some new lizards from northwestern Peru. Annals of the New York Academy of Sciences, vol. 29, p. 133-139.